# Michal Kriško
Michal Kriško (* 23. November 1988) ist ein tschechischer Volleyballspieler.

## Karriere
Kriško begann seine Karriere 2006 bei VK Příbram. 2012 wechselte er zu Jihostroj České Budějovice. Mit der tschechischen Nationalmannschaft nahm er mehrmals an der Volleyball-Europaliga teil. 2015 ging er nach Karlsbad zu VK ČEZ Karlovarsko. 2018 wurde Kriško vom deutschen Bundesliga-Aufsteiger Helios Grizzlys Giesen verpflichtet.